# Пенджабски език
Пенджабският език (на пенджабски: ਪੰਜਾਬੀ, Pañjābī) е индоарийски език, говорен в областта Пенджаб.

## Писменост
Собствената писменост на пенджабския език е гурмукхи, която се използва в индийския щат Пенджаб, както и от сикхите в останалата част на света. Пенджабците от съседните индийски щати пишат на деванагари, а тези в Пакистан използват модифициран вариант на арабицата, наречен шахмукхи.

## Фонология

### Гласни
|               | предни | средни | задни |
| ------------- | ------ | ------ | ----- |
| затворени     | i      |        | u     |
| полузатворени | ɪ      |        | ʊ     |
| полуотворени  | e      | ə      | o     |
| отворени      | æ      | ɑ      | ɔ     |

Три от гласните са по-кратки от останалите: [ɪ], [ʊ] и [ə]. Съществуват и назализирани гласни.

### Съгласни
|                             |              | лабиални | дентални/ алвеолни | ретрофлексни | палатални | веларни | глотални |
| --------------------------- | ------------ | -------- | ------------------ | ------------ | --------- | ------- | -------- |
| носови                      | носови       | m        | n                  | ɳ            | ɲ         | ŋ       |          |
| преградни и прегр.-проходни | беззвучни    | p        | t̪                  | ʈ            | ʧ         | k       |          |
| преградни и прегр.-проходни | придихателни | pʰ       | t̪ʰ                 | ʈʰ           | ʧʰ        | kʰ      |          |
| преградни и прегр.-проходни | звучни       | b        | d̪                  | ɖ            | ʤ         | g       |          |
| проходни                    | проходни     | (f)      | s, (z)             |              | (ʃ)       |         | ɦ        |
| едноударни                  | едноударни   |          | ɾ                  | ɽ            |           |         |          |
| странични                   | странични    |          | l                  | ɭ            |           |         |          |
| полугласни                  | полугласни   | ʋ        |                    |              | j         |         |          |

Лабиоденталната полугласна /ʋ/ се реализира като билабиална проходна съгласна [β] в
средисловието пред /i/, /ɪ/ и /e/. Няма ясни правила, които да определят кой от двата алофона да бъде избран в началото на думата. Небният носов звук /ɲ/ се среща само пред палатални съгласни, а веларният /ŋ/ – само пред веларни. Съгласните /f/, /z/ и /ʃ/ се срещат само в заемки от арабски, персийски език и английски, а /ʃ/ – и в заемки от санскрит.

### Транслитерация
| - a – ə - ā – a - i – i - ī – ɪ - u – ʊ - ū – u - e – e - ai – æ - o – o - au – ɔ | - k – k - kh – kʰ - g – g - ṅ – ŋ - c – tʃ - ch – tʃʰ - j – dʒ - z – z - ñ – ɲ - ṭ – ʈ | - ṭh – ʈʰ - ḍ – ɖ - ṇ – ɳ - t – t - th – tʰ - d – d - n – n - p – p - ph – pʰ - f – f | - b – b - m – m - y – j - r – r/ɾ - ṛ – ɽ - l – l - ḷ/ll – ɭ - v/w – ʋ/β - s – s - ś/sh – ʃ |

### Тонове
Обикновено се приема, че тоновете са 3 – висок (в транскрипцията [á]), нисък ([à]) и среден (не се отбелязва). Високият и ниският тон исторически са произлезли от звучните придихателни съгласни, каквито се срещат в другите индоарийски езици.
Графема, исторически отговаряща на звучна придихателна съгласна, се произнася в началото на думата като беззвучна съгласна с нисък тон на следходната гласна:
ḍhol [ʈòl] „барабан“
bhainạ̄ [pæ̀ɳɑ] „сестра“.
В края на корена се произнася като звучна съгласна с висок тон на предходната гласна:
māgh [mɑ́g] „месец магх)“
singh [sɪ́ŋg] „лъв“.
В рамките на корена между кратка и дълга гласна се произнася като звучна съгласна с нисък тон на следходната гласна:
paghārnā [pəgɑ̀rnɑ] „стопявам“
/ɦ/ се произнася само в начална позиция, иначе е индикатор за висок тон на предхождащата я гласна:
tīh [tíh] тридесет.
/ih/ и /uh/ звучат съответно като [é] и [ó]:
kihṛā [kéɽɑ] „кой“
uh [ó] „той“.
/ahi/, /ahu/ се произнасят респективно [ǽ] и [ɔ́]:
kahiṇā [kǽɳɑ] „казвам“
vahuṭī [ʋɔ́ʈi] „годеница“.
Съществуват тройки думи, различими единствено по тона на гласната:
ghoṛā [kòɽɑ] „кон“
koṛā [koɽɑ] „камшик“
kuhṛā [kóɽɑ] „прокажен“.

## Морфология

### Имена

#### Съществителни
Изменят се по род (мъжки и женски), число (единствено и множествено) и падеж (пряк и косвен). Косвеният падеж се употребява, когато името е последвано от следлог. За съществителните имена от женски род не е характерно противопоставянето по падеж. Универсален маркер за множествено число е окончанието -ā̃ (с аломорф -vā̃ след основи, завършващи на -ā):
kuṛī – „момиче“, kuṛīā̃ – „момичета“
bhaiṇnū̃ – „на сестрата“, bhaiṇā̃ nū̃ – „на сестрите“
mā̃ – „майка“, māvā̃ – „майки“.
Отклонение от това правило са известен брой предимно завършващи на съгласна съществителни, които образуват мн. ч. в пряк падеж с окончание -ī̃:
rāt – „нощ“, rātī̃ – „нощи“.
И при имената от мъжки род окончанието -ā̃ е маркер за мн. ч., но само в косвен падеж:
ghar kol – „до къщата“, gharā̃ kol – „до къщите“.
Когато основата завършва на -ā/-ā̃, окончанието за мн. ч. е -iā̃:
ghoṛе ute – „върху коня“, ghoṛiā̃ ute – „върху конете“.
В пряк падеж опозицията по число е характерна само за имената, окончаващи на -ā/-ā̃:
mazdūr – „работник“, „работници“
muṇḍā – „момче“, muṇḍe – „момчета“.

#### Прилагателни
Прилагателните имена биват изменяеми и неизменяеми. Изменяемите се съгласуват със съществителното, което определят, по род, число и падеж.
|       |              | ед. ч. | мн. ч. |
| ----- | ------------ | ------ | ------ |
| м. р. | пряк падеж   | moʈɑ   | moʈe   |
| м. р. | косвен падеж | moʈe   | moʈɪɑ̃  |
| ж. р. | пряк падеж   | moʈi   | moʈiɑ̃  |
| ж. р. | косвен падеж | moʈi   | moʈiɑ̃  |

Сравнителна степен се изразява синтактично. Но някои прилагателни притежават и синтетична форма:
takṛā, „силен“ – takṛerā̄, „по-силен“
suhṇā, „красив“ – suhṇerā, „по-красив“
patlā, „тънък“ – patlerā, „по-тънък“.
Прибавянето на наставката често е съпроводено с изменения в корена:
moṭā, „дебел“ – muṭerā, „по-дебел“
cauṛā, „широк“ – cuṛerā, „по-широк“
uccā, „висок“ – ucerā, „по-висок“
miṭtḥā, „сладък“ – mitḥerā, „по-сладък“.

### Глаголи
Налице е обичайната за индоарийските езици система от глаголни времена. Особеност е синтетичният начин на образуване на бъдеще време.
Деепричастие се образува от основата на глагола с наставката -ke: khā pīke – „като хапнал и пийнал“. Маркер за инфинитив е окончанието -ṇā, което се явява -nā при основа, завършваща на r, ṇ и n: vajāuṇā, „свиря“, karnā, „правя“, sunnā, „слушам“.